# 伊塔皮乌纳
伊塔皮乌纳（葡萄牙語：Itapiúna）是巴西塞阿拉州的一个市镇。总面积588.684平方公里，总人口17441人，人口密度29.6人/平方公里。